# Lasiodermina
Lasiodermina is een monotypisch geslacht van kevers uit de familie van de klopkevers (Anobiidae).

## Soort
- Lasiodermina ramosa Español, 1966